# Conférence Olivaint
Pour les articles homonymes, voir Conférence Olivaint de Belgique et Olivaint.
 (janvier 2023).
- Si vous ne connaissez pas le sujet, laissez ce bandeau (vous pouvez alors contacter les auteurs).
- Si vous supprimez le contenu mis en cause (vous pouvez préalablement contacter les auteurs),

argumentez précisément cette suppression dans la page de discussion
(un manque de référence n'est pas un argument ; une recherche réelle de référence doit avoir été effectuée, être formellement documentée).
 (janvier 2023).
L'article doit être relu — et modifié si nécessaire — par des contributeurs indépendants pour apporter un regard critique aux contributions effectuées en violation des conditions d'utilisation de Wikipédia, tant sur la forme (notamment concernant le style encyclopédique, la proportionnalité) que sur le fond (la neutralité de point de vue, la qualité et l'indépendance des sources).
Fondée à l'automne 1874, la Conférence Olivaint est une des plus anciennes associations françaises. Son objectif est de former les jeunes à l'exercice de fonctions dans la vie publique, notamment à travers la tenue de conférences hebdomadaires face à des personnalités politiques et depuis 2003, des personnalités de la vie civile,.
Le modèle de la Conférence Olivaint a été repris en Belgique où il existe une « Conférence Olivaint de Belgique » depuis 1954.

## Histoire
Cette section ne s'appuie pas, ou pas assez, sur des sources secondaires ou tertiaires indépendantes du sujet. Le texte peut contenir des analyses inexactes ou inédites de sources primaires.
Pour l'améliorer, ajoutez-en, ou placez des modèles {{Source secondaire souhaitée}} ou {{Source secondaire nécessaire}} sur les passages mal sourcés. (janvier 2023)
La Conférence Olivaint tient son nom de son fondateur, le Père Olivaint, supérieur des jésuites de la rue de Sèvres à Paris. Ce dernier, marqué par les troubles politiques de son époque (Monarchie de Juillet, II. Republique, Second Empire), dont il sera victime, souhaitait former les jeunes gens éduqués par la congrégation Rue de Sèvres, à la vie publique et politique et en faire des défenseurs des intérêts nationaux comme des intérêts de l’Église : « Si vous êtes poussé vers la carrière politique, il importe que vous y teniez un des premiers rangs. Dans un temps de révolution, il faut, par le savoir, le caractère, l’indépendance, s’élever au-dessus de tous les partis, pour ne voir que les intérêts du pays et se dévouer à son salut », disait-il.
La séance du mercredi est une tradition de la Conférence Olivaint depuis sa création. L’invité prononçait un discours de portée générale, souvent à forte connotation politique ou morale.
La Conférence Olivaint a bénéficié de l'ultramontanisme. En effet, le pape Pie IX, puis le pape Léon XIII accordèrent à la Conférence Olivaint leur bénédiction apostolique en insistant sur le rôle spécifique que remplissait à leurs yeux cette organisation. Ils la qualifiaient « d’intérêt général pour la société ».
Au lendemain de la Première Guerre mondiale et jusqu’à la suivante, la Conférence Olivaint souhaite orienter ses débats à l’international. La Conférence Olivaint invite des hommes de presque tout bord politique.
En 1946, la Conférence Olivaint invite des étudiants italiens à venir échanger avec les Olivaints sur le thème « Démocratie et fascisme ». L’année suivante a lieu la première d’une série de sessions franco-allemandes, qui a pour thème « Responsabilité et nazisme ».
Après-guerre, la Conférence Olivaint est de sensibilité plutôt démocrate-chrétienne et surtout pro-européenne. En 1968, la laïcité est communément acceptée, sous la présidence de Laurent Fabius (branche Jeunes) et de Hervé de Charette (branche Anciens). Dans les années 1980, de nombreux jeunes collaborateurs de François Mitterrand sont recrutés par des Anciens comme Jacques Attali ou Hubert Védrine. En 2013, sous l'impulsion de la présidence des jeunes, la laïcité est inscrite en tant que principe fondateur dans les statuts et le règlement de l'association. En 2022, sous la présidence de Patrick Bouffartigue pour la Branche Jeunes et du Pr. Antoine Souchaud pour la Branche Anciens, la Conférence Olivaint est reconnue "Organisme d’intérêt général à visée éducative".
Originellement destinée à un public masculin, la Conférence Olivaint se féminise dans les années 1950 et élit sa première présidente en la personne d'Angéline Arrighi en 1970.

## Fonctionnement
Le recrutement des nouveaux membres de la Conférence Olivaint s’effectue au cours d’un processus fondé sur l’étude préalable d’un dossier (comportant une lettre de motivation et un curriculum vitæ) et, par la suite, d’un entretien individuel devant les responsables des recrutements.

## Activités
L'activité principale de la Conférence Olivaint est l'organisation de conférences hebdomadaires avec des personnalités du monde politique et de la société civile. Bien que ces conférences soient ouvertes au public, la tradition veut que la confidentialité soit maintenue sur les propos tenus lors de ces conférences.
Son autre tradition est la formation à l'art oratoire. Des joutes oratoires et un portrait de l'invité précèdent ainsi chaque conférence hebdomadaire. Depuis 1947, des cours d'art oratoire sont dispensés par des avocats. Jacques Pradon, Mario Stasi et Olivier Schnerb se sont succédé au poste de conseiller d'art oratoire de la Conférence Olivaint. Depuis 2017, François Martineau et Antoine Vey remplissent cet office.
La Conférence Olivaint organise également chaque année un colloque ouvert au public comme en 2009 à l'Assemblée nationale sur le sujet « Décision et pouvoir dans la société française » ou en 2022 à l'Académie du Climat sur le sujet : « L'État face au dérèglement climatique» ; mais également un voyage d'étude à l'étranger (l'Argentine et l'Uruguay en 2005, l'Ukraine en 2006,la Turquie en 2007, les États-Unis en 2010 ou le Vatican), où les membres de la Conférence rencontrent des personnalités politiques du pays visité.
Certains partenariats ont également des visées plus temporaires, comme celui noué en 2014 avec la Société universitaire canadienne de débat inter-collégial en vue de participer à différents tournois.

## Anciens
Les Anciens disposent d'un Conseil d'administration, présidé par Philippe Helleisen depuis 2025, s'assurant de la pérennité de la Conférence Olivaint. Ils constituent un réseau informel et ont des activités moins régulières que les jeunes.